# NGC 2324
NGC 2324 (другое обозначение — OCL 542) — рассеянное скопление в созвездии Единорог.
Этот объект входит в число перечисленных в оригинальной редакции «Нового общего каталога».
NGC 2324 является относительно молодым, но бедным металлами, а также далёким рассеянным скоплением. Объект расположен за пределами рукава Персея.